# Tenebrionoïdeus
Els tenebrionoïdeus (Tenebrionoidea) son una superfamília de coleòpters gran i diversa. Inclou nombroses famílies entre les quals destaquen els Tenebrionidae, que inclouen més de 20.000 espècies amb èlitres majoritàriament negres, i els Meloidae i els Oedemeridae, que secreten cantaridina, un compost tòxic que causa erupcions a la pell. Els coleòpters d'aquesta superfamília s'alimenten principalment d'escorces, flors, fongs i detrits vegetals.
La majoria de les famílies són heteròmeres, és a dir, tenen cinc artells en els tarses anteriors i mitjos, i quatre en els posteriors (fórmula tarsal 5-5-4).

## Taxonomia
Segons la darrera revisió de la taxonomia del coleòpters, els tenebrionoïdeus contenen les famílies i subfamílies següents:
- Família Mycetophagidae Leach, 1815
  - Subfamília Esarcinae Reitter, 1882
  - Subfamília Mycetophaginae Leach, 1815
  - Subfamília Bergininae Leng, 1920
- Família Archeocrypticidae Kaszab, 1964
- Família Pterogeniidae Crowson, 1953
- Família Ciidae Leach, 1819
  - Subfamília Sphindociinae Lawrence, 1974
  - Subfamília Ciinae Leach, 1819
- Família Tetratomidae Billberg, 1820
  - Subfamília Tetratominae Billberg, 1820
  - Subfamília Piseninae Miyatake, 1960
  - Subfamília Penthinae Lacordaire, 1859
  - Subfamília Hallomeninae Gistel, 1848
  - Subfamília Eustrophinae Gistel, 1848
- Família Melandryidae Leach, 1815
  - Subfamília Melandryinae Leach, 1815
  - Subfamília Osphyinae Mulsant, 1856 (1839)
- Família Mordellidae Latreille, 1802
  - Subfamília Ctenidiinae Franciscolo, 1951
  - Subfamília mordellinae Latreille, 1802
- Família Ripiphoridae Gemminger, 1870 (1855)
  - Subfamília Ptilophorinae Gerstaecker, 1855
  - Subfamília Pelecotominae Seidlitz, 1875
  - Subfamília Hemirhipidiinae Heller, 1921
  - Subfamília Ripidiinae Gerstaecker, 1855
  - Subfamília Ripiphorinae Gemminger, 1870 (1855)
- Família Zopheridae Solier, 1834
  - Subfamília Colydiinae Billberg, 1820
  - Subfamília Zopherinae Solier, 1834
- Família Ulodidae Pascoe, 1869
- Família Promecheilidae Lacordaire, 1859
- Família Chalcodryidae Watt, 1974
- Família Trachelostenidae Lacordaire, 1859
- Família Tenebrionidae Latreille, 1802
  - Subfamília Zolodininae Watt, 1975
  - Subfamília Lagriinae Latreille, 1825 (1820)
  - Subfamília Nilioninae Oken, 1843
  - Subfamília Phrenapatinae Solier, 1834
  - Subfamília Pimeliinae Latreille, 1802
  - Subfamília Tenebrioninae Latreille, 1802
  - Subfamília Alleculinae Laporte, 1840
  - Subfamília Diaperinae Latreille, 1802
  - Subfamília Stenochiinae Kirby, 1837
- Família Prostomidae Thomson, 1859
- Família Synchroidae Lacordaire, 1859
- Família Stenotrachelidae Th omson, 1859
  - Subfamília Stenotrachelinae Th omson, 1859
  - Subfamília Cephaloinae LeConte, 1862
  - Subfamília Nematoplinae LeConte, 1862
  - Subfamília Stoliinae Nikitsky, 1985
- Família Oedemeridae Latreille, 1810
  - Subfamília Polypriinae Lawrence, 2005
  - Subfamília Calopodinae Costa, 1852 nomen protectum
  - Subfamília Oedemerinae Latreille, 1810
- Família Meloidae Gyllenhal, 1810
  - Subfamília Eleticinae Wellman, 1910
  - Subfamília Meloinae Gyllenhal, 1810
  - Subfamília Tetraonycinae Böving and Craighead, 1931
  - Subfamília Nemognathinae Laporte, 1840
- Família Mycteridae Oken, 1843
  - Subfamília Mycterinae Oken, 1843
  - Subfamília Eurypinae Thomson, 1860
  - Subfamília Hemipeplinae Lacordaire, 1854
- Família Boridae Thomson, 1859
  - Subfamília Borinae Thomson, 1859
  - Subfamília Synercticinae Lawrence and Pollock, 1994
- Família Trictenotomidae Blanchard, 1845
- Família Pythidae Solier, 1834
- Família Pyrochroidae Latreille, 1806
  - Subfamília Tydessinae Nikitsky, 1986
  - Subfamília Pilipalpinae Abdullah, 1964
  - Subfamília Pedilinae Lacordaire, 1859
  - Subfamília Pyrochroinae Latreille, 1806
  - Subfamília Agnathinae Lacordaire, 1859
- Família Salpingidae Leach, 1815
  - Subfamília Othniinae LeConte, 1861
  - Subfamília Prostominiinae Grouvelle, 1914
  - Subfamília Agleninae Horn, 1878
  - Subfamília Inopeplinae Grouvelle, 1908
  - Subfamília Dacoderinae LeConte, 1862
  - Subfamília Aegialitinae LeConte, 1862
  - Subfamília Salpinginae Leach, 1815
- Família Anthicidae Latreille, 1819
  - Subfamília Eurygeniinae LeConte, 1862
  - Subfamília Macratriinae LeConte, 1862
  - Subfamília Steropinae Jacquelin du Val, 1863
  - Subfamília Copobaeninae Abdullah, 1969
  - Subfamília Lemodinae Lawrence and Britton, 1991
  - Subfamília Tomoderinae Bonadona, 1961
  - Subfamília Anthicinae Latreille, 1819
  - Subfamília Notoxinae Stephens, 1829
- Família Aderidae Csiki, 1909
- Família Scraptiidae Gistel, 1848
  - Subfamília Scraptiinae Gistel, 1848
  - Subfamília Lagrioidinae Abdullah and Abdullah, 1968
  - Subfamília Afreminae Levey, 1985
  - Subfamília Ischaliinae Blair, 1920